# Parlamentswahl in Finnland 1907
- SDP: 80
- KTL: 2
- RKP: 24
- NSP: 26
- ML: 9
- SP: 59

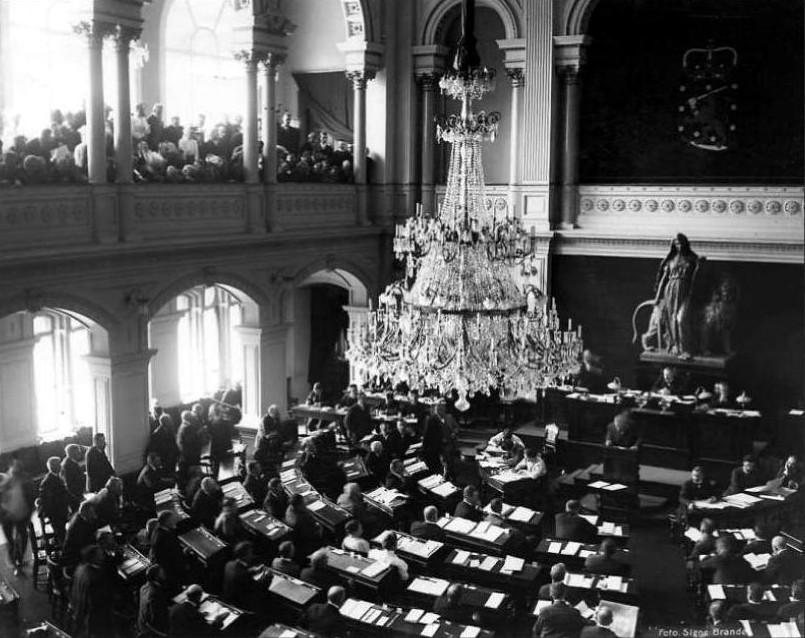
Das Parlament in der ersten Legislaturperiode 1907.

Die Parlamentswahl in Finnland 1907 (finnisch Eduskuntavaalit 1907; schwedisch Riksdagsvalet 1907) fand am 15. und 16. März 1907 statt. Es war die Wahl zum 1. finnischen Parlament.

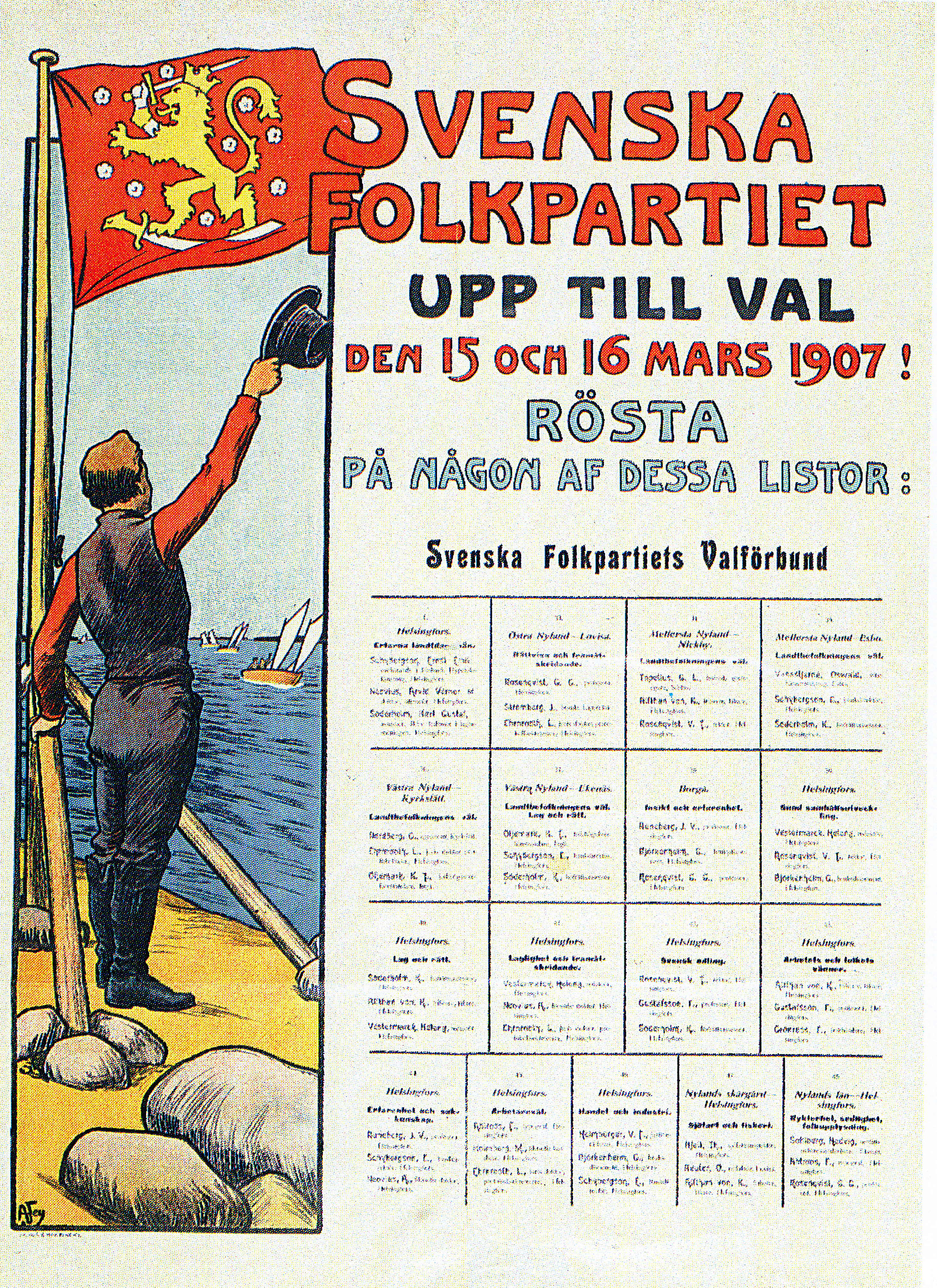
Wahlplakat der Schwedischen Volkspartei.

Es war die erste Parlamentswahl im zu Russland gehörenden Großfürstentum Finnland. Zudem verfügten bei dieser Wahl erstmals in Europa auch Frauen über das aktive und passive Wahlrecht. Wahlberechtigt waren demnach alle Bürger, die das 24. Lebensjahr vollendet hatten. Die Bedingungen für die Wahl waren durch das Wahlgesetz vom 20. Juli 1906 festgelegt worden, das dem Parlament die eingeforderte Macht von russischer Seite zusicherte. Zuvor hatte es in Finnland wachsenden Widerstand gegen die schleichende Russifizierung gegeben. Der Widerstand zeigte sich unter anderem in der Ermordung des Generalgouverneurs Nikolai Bobrikow (1904) und im großen Generalstreik in Finnland im Oktober und November 1905. Durch ein vom Zaren aufgrund dieser Entwicklung verabschiedetes Manifest wurden die Grundlagen für die Wahl eines finnischen Parlamentes geschaffen.
Das finnische Parlament trat am 25. Mai 1907 erstmals zusammen. Es bestand aus 200 Mitgliedern, die ursprünglich für drei Jahre gewählt worden waren. Darunter waren 19 Frauen, unter anderem Hilja Pärssinen, Alexandra Gripenberg und Lucina Hagman. Am 4. April 1908 wurde das Parlament vom russischen Zaren wegen „staatsfeindlicher Gesinnung“ aufgelöst.

## Teilnehmende Parteien
Es traten 6 verschiedene Parteien zur Wahl an:
| Partei | Partei | Ausrichtung                             | Spitzenkandidat        |
| ------ | --- | --------------------------------------- | ---------------------- |
|        | Sozialdemokratische Partei Finnlands Suomen Sosialidemokraattinen Puolue (SDP) Finlands Socialdemokratiska Parti | sozialdemokratisch, sozialistisch       | Edvard Valpas-Hänninen |
|        | Finnische Partei Suomalainen Puolue (SP) Finska partiet                                                          | konservativ-fennoman                    |                        |
|        | Konstitutionell-Fennomane Partei Perustuslaillis-Suomenmielinen Puolue (NSP)                                     | nationalliberal, konstitutionalistisch  |                        |
|        | Schwedische Volkspartei Ruotsalainen Kansanpuolue (RKP) Svenska Folkpartiet (SFP)                                | liberal-svekoman, konstitutionalistisch | Axel Lille             |
|        | Landbund Maalaisliitto (ML) Agrarförbundet                                                                       | sozialliberal, agrarisch                | Otto Karhi             |
|        | Christlicher Arbeiterbund Finnlands Suomen Kristillisen Työväen Liitto (KTL) Finlands kristliga arbetarförbund   | Christlichsozial                        |                        |

## Wahlergebnis
Die Wahlbeteiligung lag bei 70,7 Prozent. Die Sozialdemokraten gingen als Wahlsieger hervor.
| Partei            | Partei                                     | Stimmen   | Stimmen | Sitze |
| Partei            | Partei                                     | Anzahl    | %       | Sitze |
| ----------------- | ------------------------------------------ | --------- | ------- | ----- |
|                   | Sozialdemokratische Partei Finnlands (SDP) | 329.946   | 37,03   | 80    |
|                   | Finnische Partei (SP)                      | 243.573   | 27,34   | 59    |
|                   | Konstitutionell-Fennomane Partei (NSP)     | 121.604   | 13,65   | 26    |
|                   | Schwedische Volkspartei (RKP)              | 112.267   | 12,60   | 24    |
|                   | Landbund (ML)                              | 51.242    | 5,75    | 9     |
|                   | Christlicher Arbeiterbund Finnlands (KTL)  | 13.790    | 1,55    | 2     |
|                   | Sonstige                                   | 18.568    | 2,08    | -     |
| Gesamt            | Gesamt                                     | 890.990   | 100,00  | 200   |
| Gültige Stimmen   | Gültige Stimmen                            | 890.990   | 99,07   |       |
| Ungültige Stimmen | Ungültige Stimmen                          | 8.357     | 0,93    |       |
| Wahlbeteiligung   | Wahlbeteiligung                            | 899.347   | 70,65   |       |
| Wahlberechtigte   | Wahlberechtigte                            | 1.272.873 | 100,00  |       |
| Quelle:           |                                            |           |         |       |